# Sue Carol
Sue Carol, pseudonimo di Evelyn Lederer (Chicago, 30 ottobre 1906 – Los Angeles, 4 febbraio 1982), è stata un'attrice statunitense.
Attrice bambina del cinema muto, nel 1928 fu selezionata per la campagna WAMPAS Baby Stars. Recitò dal 1927 al 1937 e i suoi film sono stati realizzati in collaborazione con il cineasta, regista e produttore Cecil B. De Mille e la MGM.
Fu la seconda moglie dell'attore Alan Ladd, con cui ebbe due figli, David Ladd, poi marito di Cheryl Ladd e padre di Jordan Ladd, ed Alana Ladd, per qualche tempo anch'essa attrice cinematografica.
Il suo nome è iscritto fra quello delle celebrità della Hollywood Walk of Fame.

## Biografia

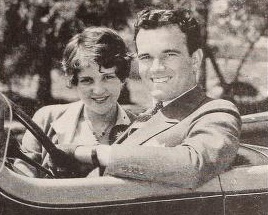
Con il secondo marito Nick Stuart

Originaria dell'Illinois, figlia di Caroline, un'immigrante tedesca di religione ebraica, e di Samuel Lederer, un immigrante austriaco anch'egli ebreo, a ventun anni si trasferì a Los Angeles dove iniziò a recitare in piccole parti per il nascente cinema.
Nel 1933 fu coinvolta - ma subito discolpata - in un caso di sparizione di un bambino di Brooklyn, New York, la cui famiglia sostenne che era stato loro sottratto da una donna che ne aveva chiesto l'affidamento per conto della Carol.
Una volta lasciata l'attività di attrice, divenne agente cinematografica. Fu in tale veste che conobbe Alan Ladd, che sposò nel 1942. In precedenza era stata sposata fino al 1929 con l'imprenditore Allen H. Keefer e successivamente con l'attore Nick Stuart. Entrambi i matrimoni si  conclusero in divorzio. Restò unita a Ladd fino alla morte di questi, avvenuta nel 1964 a cinquant'anni.
Morì nel 1982 a Los Angeles, California per un attacco di cuore che la colpì a 75 anni di età. È sepolta accanto al marito Alan Ladd nel Forest Lawn Memorial Park Cemetery di Glendale (California).

## Riconoscimenti
- WAMPAS Baby Stars edizione 1928
- Per il suo contributo allo sviluppo dell'industria cinematografica il suo nome è stato insignito di una stella sulla Hollywood Walk of Fame al 1639 N. Vine Street.

## Filmografia
- Slaves of Beauty, regia di J.G. Blystone (1927)
- Soft Cushions, regia di Edward F. Cline (1927)
- The Cohens and the Kellys in Paris, regia di William Beaudine (1928)
- Grattacieli (Skyscraper), regia di Howard Higgin (1928)
- Walking Back, regia di Rupert Julian (1928)
- Lo specchio dell'amore (Beau Broadway), regia di Malcolm St. Clair (1928)
- Win That Girl, regia di David Butler (1928)
- La via delle stelle (The Air Circus), regia di Howard Hawks e Lewis Seiler (1928)
- Captain Swagger, regia di Edward H. Griffith (1928)
- It Can Be Done, regia di Fred C. Newmeyer (1929)
- Lo scorpione (Girls Gone Wild), regia di Lewis Seiler (1929)
- Follie del giorno (Fox Movietone Follies of 1929), regia di David Butler (1929)
- La principessina capricciosa (The Exalted Flapper), regia di James Tinling (1929)
- Chasing Through Europe, regia di David Butler, Alfred L. Werker (1929)
- Why Leave Home?
- The Lone Star Ranger
- The Big Party
- Her Golden Calf
- Dancing Sweeties
- She's My Weakness
- Check and Double Check
- Graft
- In Line of Duty
- Secret Sinners
- Straightaway
- A Doctor's Diary